# République (Luftschiff)

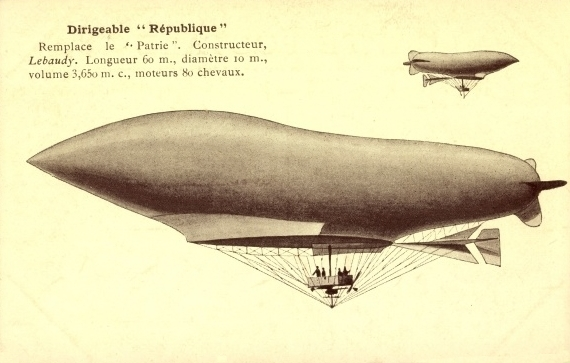
Das Luftschiff «La République» (1908–1909)

Die République war ein 1908 gebautes französisches Armeeluftschiff. Es stürzte am 25. September 1909 in Trévol ab. Ursache war ein abgebrochener Propellerflügel, der die Hülle durchschlug.

## Geschichte

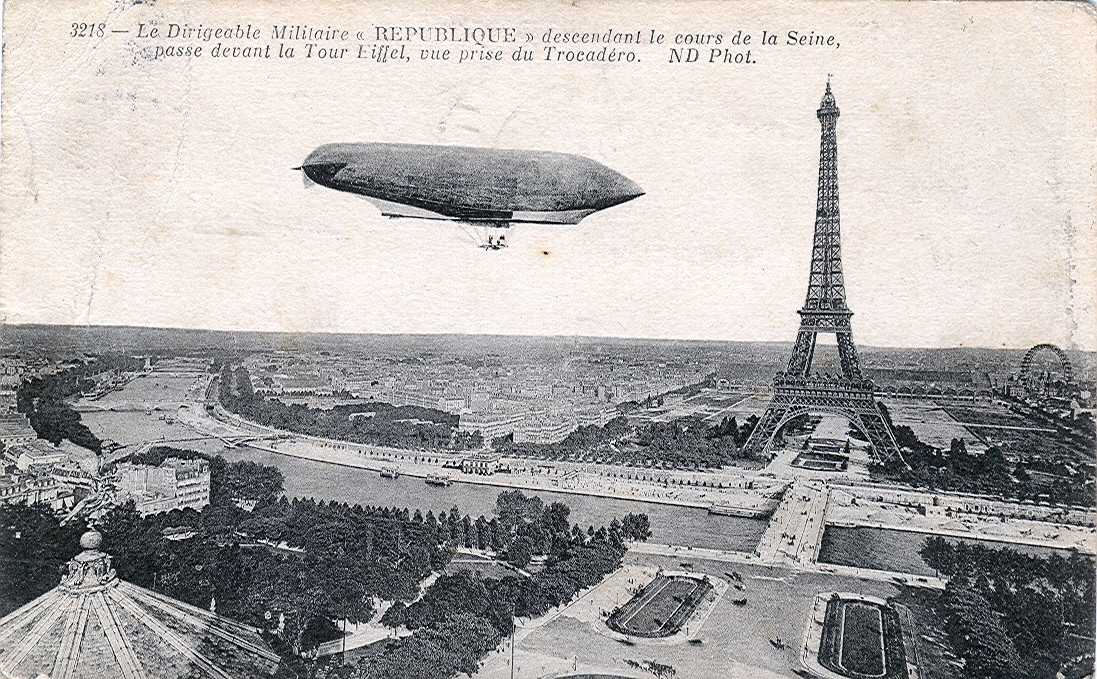
Das Luftschiff über Paris

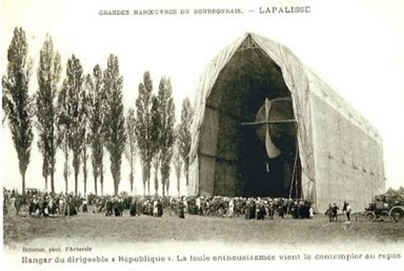
République im Hangar bei Lapalisse

Nach den erfolgreichen Abnahmeflügen des ersten für das Militär gebauten Luftschiffs Patrie im November 1906 orderte die französische Regierung das Schwesterschiff République zur Lieferung im Jahr 1907.
Die Ballonhülle entstand im Werk der Lebaudy Frères in Moisson, der mechanische Teil in ihrer Spezialwerkstatt in La Villette. Um eine Wiederholung der Umstände zu vermeiden, die im November 1907 zum Verlust der Patrie geführt hatten, wurde die Positionierung von Motor und Aggregaten überarbeitet.
Nach dem Befüllen des Ballons im Mai folgten zunächst Test am Boden. Der Erstflug war am 24. Juni 1908. Nach einer Reihe von Test- und Abnahmefahrten in der Gegend von Moisson erfolgte am 31. Juli die Überführung nach Chalais-Meudon. Auf der nächsten Fahrt am 5. September stellte die République mit einer etwa 200 km langen Runde von Chalais über Paris und Compiègne und zurück einen Rekord auf. Danach wurde das Luftschiff eingemottet und machte Platz für die Lebaudy.
Vom 20. Juni bis zum 14. August 1909 war die République wieder im Einsatz. Einer der Höhepunkte des Dutzends Fahrten war die erste Teilnahme von Luftschiffen bei der Parade zum Nationalfeiertag am 14. Juli in Longchamps vor den Augen des französischen Präsidenten.
Am 4. August bewältigte die République einen 210 km langen Rundkurs in sieben Stunden und 13 Minuten. Der Aéro-Club de France verlieh dem Piloten dafür die Medaille für die längstdauernde Fahrt eines Luftschiffs 1909.
Im September fanden im Bourbonnais große Herbstmanöver der Armee statt. Bei Lapalisse wurde für die République ein mobiler Hangar aufgebaut.
Der Anmarsch der République am 3. September musste wegen Stabilitätsproblemen der Hülle abgebrochen werden. Das Luftschiff musste auf freiem Feld landen, die Gasfüllung wurde abgelassen. Hülle und Mechanik wurden getrennt und zur Reparatur gebracht. Im Hangar bei Lapalisse baute man es wieder zusammen und befüllte den Ballon bis zum 12. wieder mit Wasserstoff.

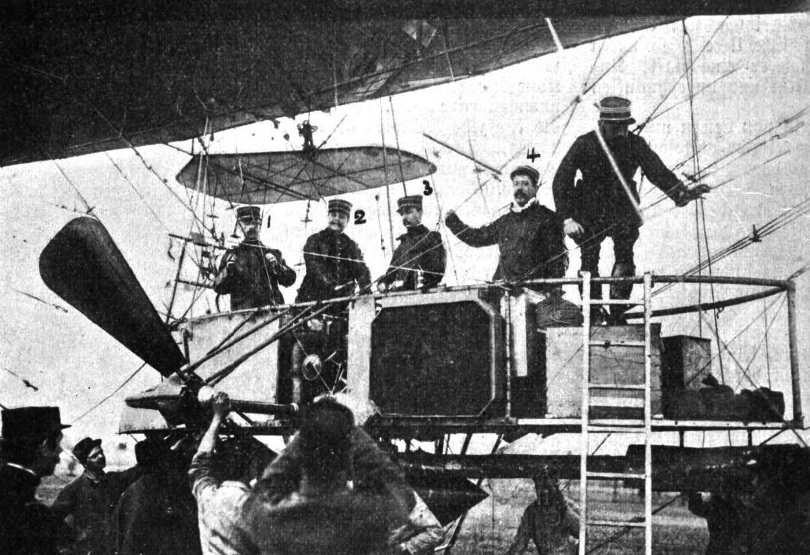
Die Mannschaft des Luftschiff La République vor ihrem letzten Flug.

Vom 14. bis 18. beteiligte sich die République mit Aufklärungsflügen am Herbstmanöver. An deren Ende wurde beschlossen, auf für die Rückkehr nach Chalais geeignetes Wetter zu warten. Der Start erfolgte schließlich am 25. September. Nach etwa einer Flugstunde brach vermutlich wegen Materialermüdung ein Propellerblatt. Das abgebrochene Teil flog nach oben gegen den zentralen Rahmen des halbstarren Luftschiffs und prallte von dort nach vorn. Dabei schlitzte es den vorderen Teil der sich dadurch sehr schnell leerenden Hülle auf. Die Gondel stürzte ab und wurde am Boden zerschmettert. Die vierköpfige Besatzung Kapitän Marchal, Leutnant Chaure, Adjudant Vincenot und Adjudant Reaux, erhielt ein feierliches Begräbnis in Versailles.

## Technische Daten

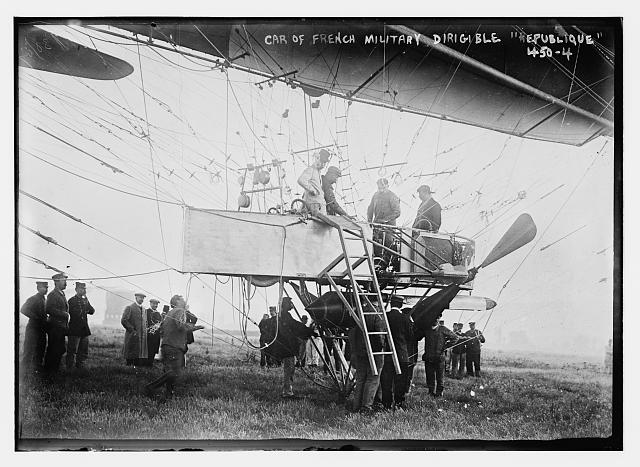
Crew in der Gondel der République

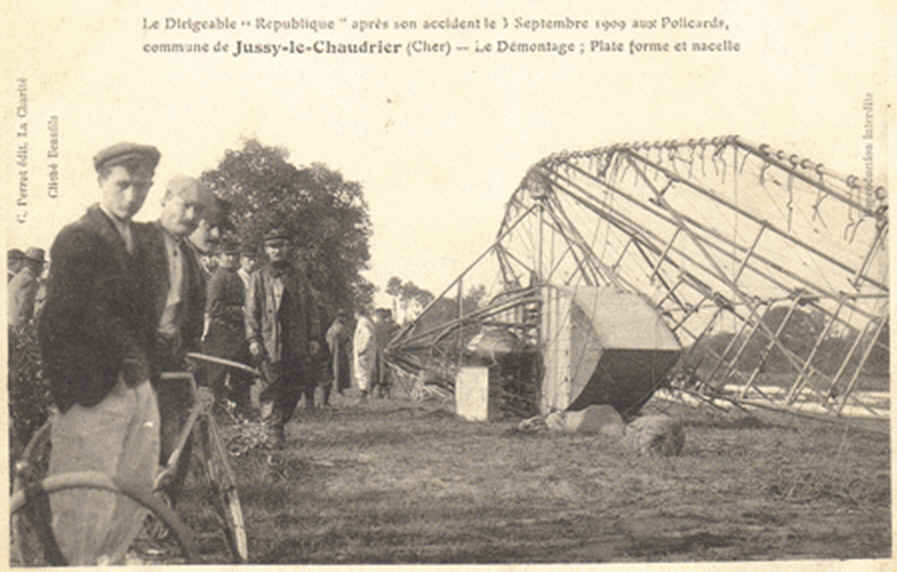
Abgestürztes Luftschiff 1909 in Jussy-le-Chaudrier

Die Ballonhülle der 61 m langen République bestand wie bei der Patrie aus zwei Lagen kautschukbeschichteten Baumwollstoffs. Hersteller war die Continental-Caoutchouc- und Gutta-Percha-Compagnie. Die mit 3700 m³ Wasserstoffgas gefüllte Hülle hatte einen größten Durchmesser von 10,9 m.
In der Hülle war ein 730 m³ großes mit Luft aufblasbares Ballonett.
Kern des halbstarren Luftschiffs war die aus Stahlrohr gefertigte Plattform an der Unterseite der Ballonhülle.
Eine komplett aus Metall gefertigte kompakte bootsförmige Gondel war starr unter der Plattform aufgehängt.
Sie bot Platz für sechs Personen.
Als Antrieb diente ein 70 PS starker Vierzylinder-Automotor des Herstellers Panhard & Levassor. Zwei seitlich der Gondel angebrachte Metallpropeller mit je 2,50 m Durchmesser drehten mit 1000 min−1. Als Höchstgeschwindigkeit wurden etwa 50 km/h erreicht.